# 新台灣國策智庫
新台灣國策智庫有限公司，簡稱TBT，成立於2010年1月，創辦人為辜寬敏，成立宗旨為提供政府政策諮詢顧問與政經風險評估，內容包括促進台灣、區域、乃至全球的和平、經濟發展、政府治理。

## 歷史
1997年，「財團法人台灣和平基金會」成立。2010年1月，「新台灣國策智庫有限公司」成立。2012年5月，吳榮義出任台灣和平基金會董事長，並將新台灣國策智庫納入台灣和平基金會之下。2014年，台灣和平基金會改名為「財團法人新台灣和平基金會」，新台灣國策智庫為新台灣和平基金會旗下智庫。外界常將新台灣國策智庫誤認為台灣智庫，實則兩者為各自獨立的兩個智庫。
2010年2月6日，針對民主進步黨主席蔡英文將公布《十年政綱》，辜寬敏接受《聯合報》專訪時宣布，他將號召陳水扁政府的政務官與具基層實力的2008年落選立法委員合計50至60人籌組新台灣國策智庫，而且「北京政府若公開邀請，我很樂意訪問中國」。新台灣國策智庫總部設在前副總統呂秀蓮已搬離的GoGoGo辦公室樓下，專研國家安全、經濟、法政三大領域，董事長辜寬敏，副董事長吳榮義、陳師孟，執行長羅致政。辜寬敏說，《十年政綱》提出的是十年「政策」，新台灣國策智庫則要提出「國策」。
2010年3月18日，辜寬敏表示，他成立新台灣國策智庫是以2012年民主進步黨重新執政為目標，預先做好人才培育與政策準備，與民進黨的關係定位是分進合擊。 
2011年12月4日，新台灣國策智庫舉辦「評2012總統大選首場電視辯論會」座談會，辜寬敏在座談會中吸菸，無視《菸害防制法》禁止在室內公共場所及三人以上室內工作場所吸菸的規定。當日，壹電視新聞台播出辜寬敏在這場座談會中吸菸的畫面，反菸團體砲轟辜寬敏的不良示範。
2013年民進黨接連傳出大量黑道人士入黨以後，新台灣國策智庫針對蘇貞昌、蔡英文等政治領袖做了一份民調，結果發現，時任民進黨主席的蘇貞昌的支持度僅有兩成多，「幾乎只剩蔡英文的一半」。2013年5月30日，《美麗島電子報》副董事長吳子嘉說，新台灣國策智庫沒有公開這項數據，但「相關當事人都已掌握訊息」。吳子嘉還披露，上星期辜寬敏出席民進黨全國黨代表大會前，對民進黨中央喊話「馬英九做得這麼差，為什麼民進黨還爬不起來」。
2013年5月10日，新台灣國策智庫舉辦「台灣前瞻論壇」，邀請蔡英文演講「從世界的變局看台灣的機會與挑戰」。
2013年5月19日，新台灣國策智庫召開「正視民進黨的危機」民調發布記者會，調查顯示，有57%的受訪者同意中國國民黨應下台，卻有44.3%的受訪者承認對民進黨「能否帶領台灣往未來邁進」這件事沒有信心；調查顯示，受訪者中滿意民進黨表現的只有31%、不滿意的卻有48.9%，不滿意的原因前三名分別是派系惡鬥、重大議題缺乏明確態度、兩岸政策不明確。新台灣國策智庫董事長吳榮義說，從民調結果看來，國民黨表現不佳未必會使民進黨得到社會支持，民進黨並非沒有重大具體政策，但民調顯示仍有高比例的民眾認為民進黨沒有具體政策，民進黨應檢討。
2013年10月11－12日，二十一世紀基金會與全國台灣研究會主辦首屆「兩岸和平論壇」，新台灣國策智庫列名協辦單位，新台灣國策智庫董事長吳榮義與中國社會科學院台灣研究所所長余克禮擔任「議題一：兩岸政治關係」主持人。
2016年8月1日，新台灣國策智庫宣布，在「本土政權」蔡英文政府執政後，新台灣國策智庫已完成階段性任務，「在本土政權執政下將逐步實現新台灣國家願景」，新台灣國策智庫於本月31日起暫停運作。2016年9月1日，辜寬敏宣布將新台灣國策智庫捐贈凱達格蘭基金會，前總統兼凱達格蘭基金會創辦人陳水扁之子陳致中接任新台灣國策智庫執行長。
2016年11月，《財訊雙週刊》稱，上海台灣研究所常務副所長倪永與新台灣國策智庫「有長期的合作關係」。
2023年2月27日，辜寬敏逝世。

## 外部連結
- 新台灣國策智庫 （页面存档备份，存于）
- 新台灣國策智庫的Facebook專頁
- YouTube上的新台灣國策智庫頻道